# Mistrzostwa Europy w Lekkoatletyce 1969 – sztafeta 4 × 100 m mężczyzn
Sztafeta 4 × 100 metrów mężczyzn była jedną z konkurencji rozgrywanych podczas IX Mistrzostw Europy w Atenach. Biegi eliminacyjne zostały rozegrane 19 września, a bieg finałowy 20 września 1969 roku. Zwycięzcą tej konkurencji została sztafeta Francji w składzie: Alain Sarteur, Patrick Bourbeillon, Gérard Fenouil i François Saint-Gilles. W rywalizacji wzięło udział czterdziestu zawodników z dziesięciu reprezentacji.

## Rekordy
| Rekord świata     | Stany Zjednoczone · (Charles Greene, Melvin Pender, Ronnie Ray Smith, Jim Hines) | 38,2 | Meksyk, Meksyk   | 20.10.1968 |
| Rekord Europy     | Francja · (Gérard Fenouil, Jocelyn Delecour, Claude Piquemal, Roger Bambuck)     | 38,4 | Meksyk, Meksyk   | 20.10.1968 |
| Rekord mistrzostw | Francja · (Marc Berger, Jocelyn Delecour, Claude Piquemal, Roger Bambuck)        | 39,4 | Budapeszt, Węgry | 05.09.1966 |

## Wyniki

### Eliminacje
Bieg 1
| Miejsce | Reprezentacja  | Zawodnicy                                                                      | Czas | Uwagi |
| ------- | -------------- | ------------------------------------------------------------------------------ | ---- | ----- |
| 1       | Francja        | Alain Sarteur, Patrick Bourbeillon, Gérard Fenouil, François Saint-Gilles      | 39,3 | Q CR  |
| 2       | Czechosłowacja | Ladislav Kříž, Dionýz Szögedi, Jiří Kynos, Luděk Bohman                        | 39,6 | Q     |
| 3       | Polska         | Stanisław Wagner, Edward Romanowski, Zenon Nowosz, Tadeusz Cuch                | 39,6 | Q     |
| 4       | Włochy         | Giorgio Rietti, Ennio Preatoni, Angelo Squazzero, Francesco Zandano            | 39,8 | Q     |
| 5       | Grecja         | Wasilis Papajeorgopulos, Jeorios Mikelidis, Antonio Mitrakis, Nikolaos Argiris | 40,5 |       |

Bieg 2
| Miejsce | Reprezentacja   | Zawodnicy                                                              | Czas | Uwagi |
| ------- | --------------- | ---------------------------------------------------------------------- | ---- | ----- |
| 1       | NRD             | Günter Gollos, Peter Haase, Hermann Burde, Hans-Jürgen Bombach         | 39,6 | Q     |
| 2       | Jugosławia      | Miro Kocuvan, Gabor Lenđel, Ivica Karasi, Predrag Križan               | 40,0 | Q     |
| 3       | RFN             | Manfred Knickenberg, Günther Nickel, Gerhard Wucherer, Volker Stöckel  | 40,0 | Q     |
| 4       | ZSRR            | Aleksandr Lebiediew, Władisław Sapieja, Nikołaj Iwanow, Wałerij Borzow | 40,1 | Q     |
| 5       | Wielka Brytania | Ian Green, Ron Jones, Dave Dear, Don Halliday                          | 40,2 |       |

### Finał
| Miejsce | Reprezentacja  | Zawodnicy                                                                 | Czas  | Uwagi |
| ------- | -------------- | ------------------------------------------------------------------------- | ----- | ----- |
| 1       | Francja        | Alain Sarteur, Patrick Bourbeillon, Gérard Fenouil, François Saint-Gilles | 38,89 | CR    |
| 2       | ZSRR           | Aleksandr Lebiediew, Władisław Sapieja, Nikołaj Iwanow, Wałerij Borzow    | 39,40 |       |
| 3       | Czechosłowacja | Ladislav Kříž, Dionýz Szögedi, Jiří Kynos, Luděk Bohman                   | 39,52 | NR    |
| 4       | Polska         | Stanisław Wagner, Edward Romanowski, Zenon Nowosz, Tadeusz Cuch           | 39,55 |       |
| 5       | NRD            | Günter Gollos, Peter Haase, Hermann Burde, Hans-Jürgen Bombach            | 39,67 |       |
| 6       | RFN            | Manfred Knickenberg, Gerhard Wucherer, Volker Stöckel, Günther Nickel     | 39,68 |       |
| 7       | Jugosławia     | Miro Kocuvan, Gabor Lenđel, Ivica Karasi, Predrag Križan                  | 39,72 |       |
| 8       | Włochy         | Giorgio Rietti, Ennio Preatoni, Angelo Squazzero, Francesco Zandano       | 39,85 |       |